# Kostmanns sjukdom
Kostmanns sjukdom är en sjukdom som beror på låga halter av neutrofiler (vita blodkroppar), vilket gör att den som drabbas kan bli väldigt sjuk av en vanlig infektion därför att immunförsvaret inte fungerar som det ska. Det finns även risk för leukemi. Sjukdomen beskrevs av den svenske läkaren Rolf Kostmann på 1940-talet.